# Monastère Saint-Nicolas de Šiševo
Le monastère Saint-Nicolas (macédonien : Манастир Свети Никола) ou monastère de Chichevo (Шишевски Манастир) est un monastère orthodoxe situé dans la municipalité de Saraï, en Macédoine du Nord. Il se trouve dans le massif du mont Vodno, à quelques kilomètres au sud-ouest de Skopje et en surplomb du lac Matka. Il est autant connu pour son architecture byzantine que pour sa situation pittoresque. 
La date de fondation du monastère est inconnue, et son église est une combinaison de deux époques différentes. La partie occidentale est typique du XIVe siècle, avec des murs en brique et en pierre et un oculus. Le reste de l'édifice se caractérise par des fenêtres étroites qui laissent penser à un ajout tardif. L'oculus est entouré de bas-reliefs, des figures de plantes et d'animaux entrelacés.

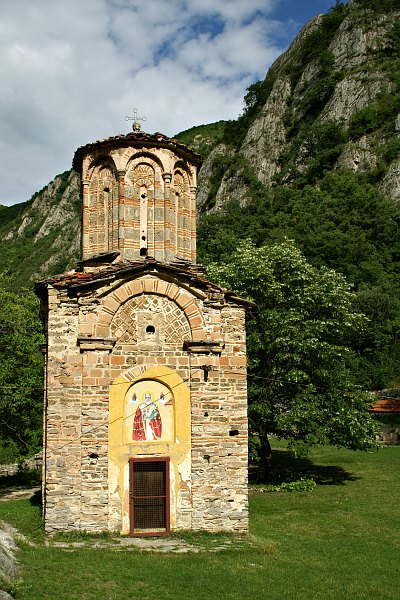
L'église.
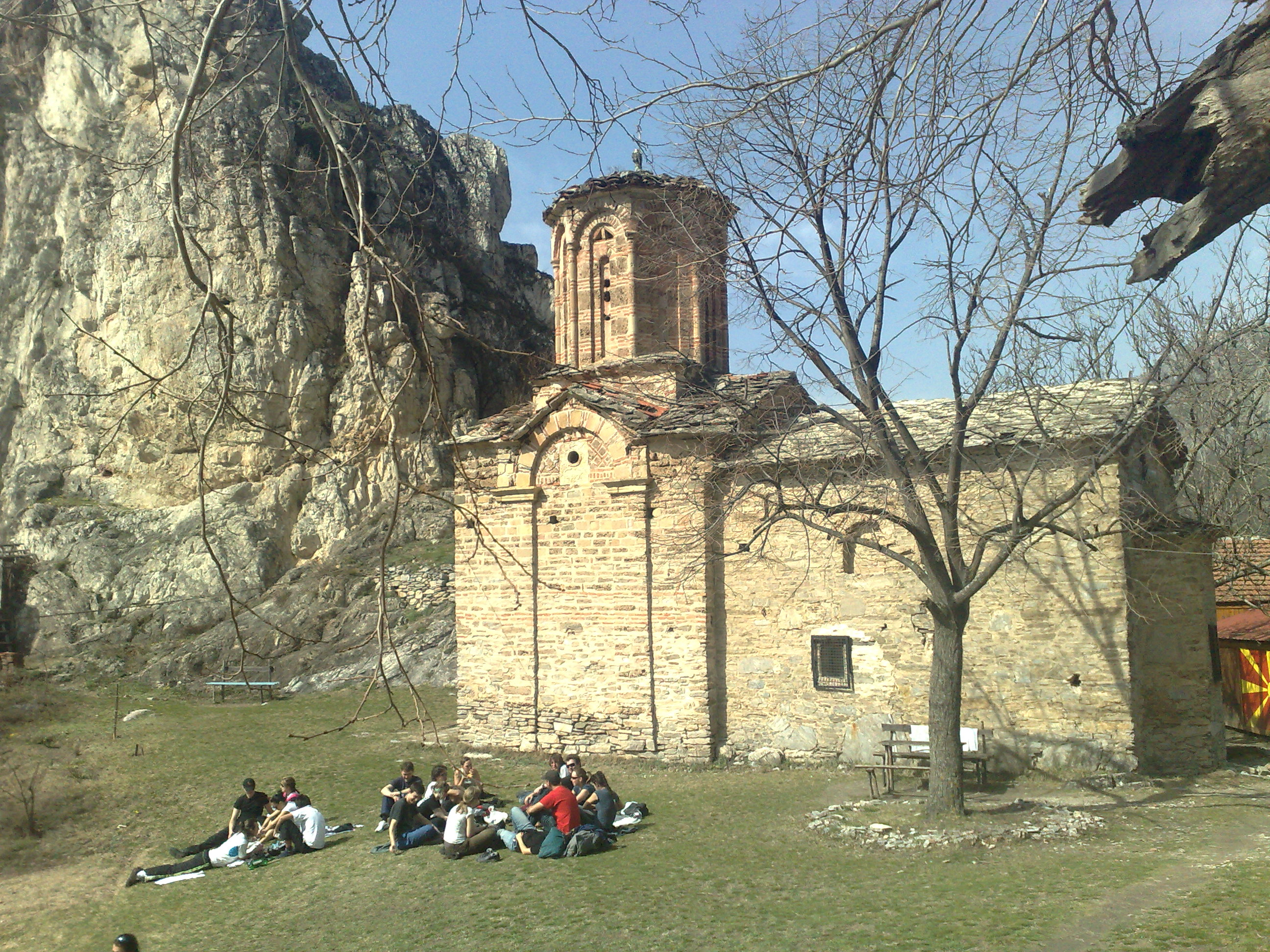
L'église.
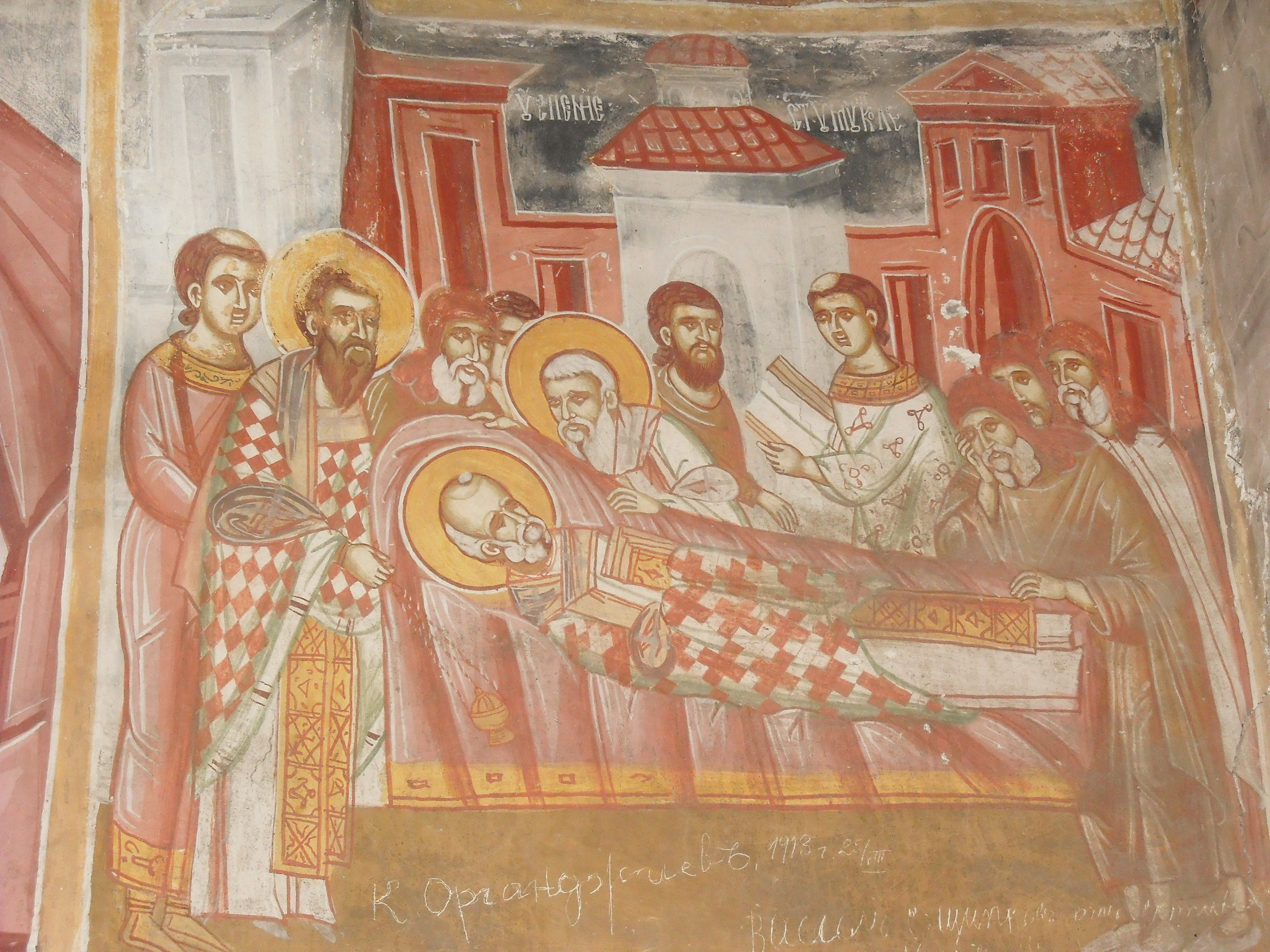
Fresques de l'église.
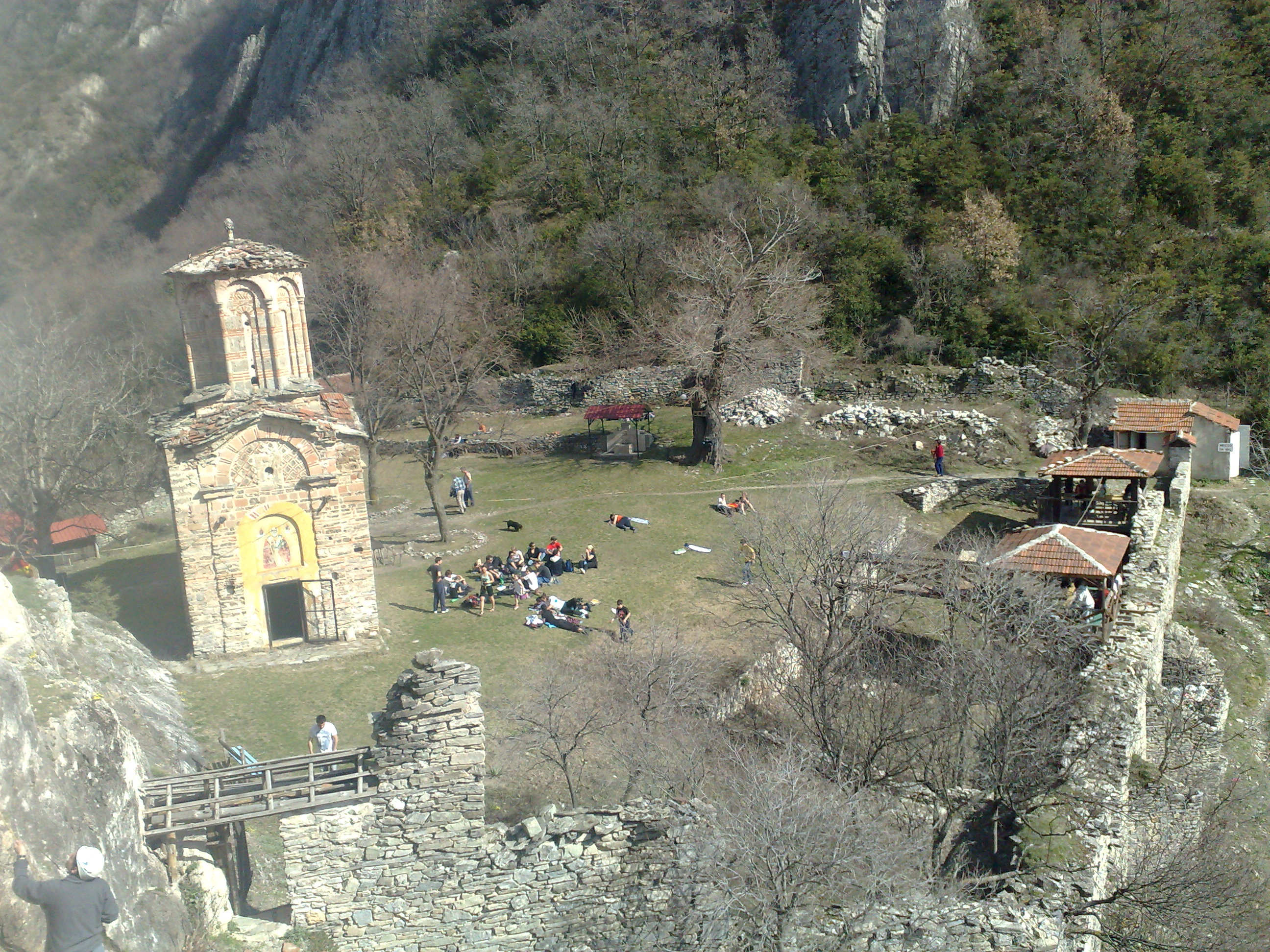
Vue d'ensemble.